# 班加罗尔·拉詹纳·桑吉尔斯
班加罗尔·拉詹纳·桑吉尔斯（英語：Bagalur Rajanna Sankeerth，1997年12月22日—），出生於印度班加羅爾，加拿大男子羽毛球運動員。

## 簡歷
班加罗尔·拉詹纳·桑吉尔斯幼時在卡納塔克邦開始接觸羽球，曾在邦級的青少年賽事取得不錯的成績，並曾代表印度參加2014年世界青年羽毛球錦標賽，此後改為代表加拿大出賽。
2018年8月，班加罗尔·拉詹纳·桑吉尔斯出戰美國羽毛球國際系列賽，贏得男子單打比賽冠軍。

## 主要比賽成績
只列出曾進入準決賽的國際賽事成績：
| 年份   | 賽事                         | 公開賽級別 | 項目     | 拍檔          | 成績   |
| ------ | ---------------------------- | ---------- | -------- | ------------- | ------ |
| 2016年 | 巴西羽毛球大獎賽             | 大獎賽     | 男子雙打 | 吳駿義        | 準決賽 |
| 2016年 | 美國羽毛球國際挑戰賽         | 國際挑戰賽 | 男子雙打 | 矢仓尼尔      | 亞軍   |
| 2017年 | 美國羽毛球國際挑戰賽         | 國際挑戰賽 | 男子單打 | －            | 亞軍   |
| 2018年 | 美國羽毛球國際系列賽         | 國際系列賽 | 男子單打 | －            | 冠軍   |
| 2019年 | 秘魯羽毛球未來系列賽         | 未來系列賽 | 男子單打 | －            | 冠軍   |
| 2019年 | 毛里裘斯羽毛球國際賽         | 國際系列賽 | 男子單打 | －            | 準決賽 |
| 2019年 | 秘魯羽毛球國際賽             | 國際系列賽 | 男子單打 | －            | 準決賽 |
| 2019年 | 矽谷羽毛球國際系列賽         | 國際系列賽 | 男子雙打 | 塔伦·科纳     | 準決賽 |
| 2019年 | 拉各斯羽毛球國際經典賽       | 國際挑戰賽 | 男子雙打 | 邱愷翔        | 準決賽 |
| 2019年 | 墨西哥羽毛球國際賽           | 國際系列賽 | 男子單打 | －            | 準決賽 |
| 2019年 | 危地馬拉羽毛球國際系列賽     | 國際系列賽 | 男子單打 | －            | 準決賽 |
| 2021年 | 泛美洲羽毛球錦標賽           | 其他       | 男子單打 | －            | 季軍   |
| 2021年 | 立陶宛羽毛球國際賽           | 未來系列賽 | 男子單打 | －            | 亞軍   |
| 2021年 | 墨西哥羽毛球國際挑戰賽       | 國際挑戰賽 | 男子單打 | －            | 準決賽 |
| 2021年 | 墨西哥羽毛球國際挑戰賽       | 國際挑戰賽 | 男子雙打 | Ramnish Kumar | 準決賽 |
| 2022年 | 泛美洲羽毛球男女子團體錦標賽 | 其他       | 男子團體 | －            | 冠軍   |
| 2023年 | 泛美洲羽毛球混合團體錦標賽   | 其他       | 混合團體 | －            | 冠軍   |
| 2024年 | 泛美洲羽毛球男女子團體錦標賽 | 其他       | 男子團體 | －            | 冠軍   |

| 2007-2017年 | 首要超級賽 | 超級賽 | 黃金大獎賽 | 大獎賽 | 國際挑戰賽 | 國際系列賽 | 未來系列賽 | 其他 |

| 2018-2026年 | 總決賽 | 超級1000賽 | 超級750賽 | 超級500賽 | 超級300賽 | 超級100賽 | 國際挑戰賽 | 國際系列賽 | 未來系列賽 | 其他 |

### 奧運會和世錦賽參賽紀錄
|          | 2023 |
| -------- | ---- |
| 男子單打 | 64強 |